# Text-ljud-komposition
Text-ljud-komposition är ett begrepp som skapades av Lars-Gunnar Bodin och Bengt Emil Johnson för att beskriva en form av poesi som rör sig i gränslandet mellan musik och litteratur. Verken baseras på inspelade texter som sedan används både som klangkälla och som semantiskt material, ofta kombinerat med elektroniska och konkreta ljud. 
Text-ljud-komposition kan ses som en form av konkret poesi såväl som av avantgardistisk musik.
Under åren 1967-1971 arbetade språkgruppen på Fylkingen i Stockholm med att utveckla text-ljud-kompositionen. Mellan åren 1968 och 1970 anordnades det tre internationella festivaler för text-ljud-komposition i Stockholm.
Text-ljud-komposition anses idag vara en av de former av experimentell konst där svenska konstnärer internationellt ses som pionjärer. 

## Några text-ljud-kompositioner
- Fåglar i Sverige - Öyvind Fahlström, 1963
- Gubbdrunkning - Bengt Emil Johnson, 1965
- Lågsniff - Åke Hodell, 1965
- General bussig - Åke Hodell, 1965
- CYBO II - Lars-Gunnar Bodin, 1967
- L'inferno de Strindberg - Sten Hanson 1970
- Ankarkättingens slut är sångens början (samlings-CD) - Ilmar Laaban, 1944-1993